# Tarikh Bagdad
 (signalé en mai 2025).
Si vous disposez d'ouvrages ou d'articles de référence ou si vous connaissez des sites web de qualité traitant du thème abordé ici, merci de compléter l'article en donnant les références utiles à sa vérifiabilité et en les liant à la section « Notes et références ».
- Archive Wikiwix
- Bing
- Cairn
- DuckDuckGo
- E. Universalis
- Gallica
- Google
- G. Books
- G. News
- G. Scholar
- Persée
- Qwant
- (zh) Baidu
- (ru) Yandex
- (wd) trouver des œuvres sur Wikidata

Tarikhu Bagdadi est un ouvrage de Al-Khatib al-Baghdadi (1014-1085). L'auteur y recense tous les oulémas ayant visité Bagdad. Les ouvrages de tarikh sont nombreux et ils permettent de reconnaitre les divers transmetteurs de hadiths, selon les critiques (bonnes ou mauvaises) qui leur ont été faites par leurs contemporains. Les ouvrages de critiques nommés Jarh wat-ta'dil permettent de tester la fiabilité des sanad.